# G.I. Blues
G.I. Blues er en amerikansk farvefilm fra 1960. Filmen, hvis hovedrolle blev spillet af Elvis Presley, blev produceret af Hal B. Wallis på Paramount Pictures og havde Norman Taurog som instruktør.
Filmen blev indspillet i perioden 2. maj til slutningen af juni 1960 og havde premiere samme år den 23. november. Filmen er optaget i Hollywood med enkelte scener optaget i Vesttyskland mens Presley var udstationeret her som soldat.
G.I. Blues var den femte i en lang række af film med Elvis Presley. Der verserede i lang tid rygter om en hed romantisk affære mellem Elvis og hans kvindelige modspiller, Juliet Prowse, men disse rygter er aldrig blevet verificeret.
Filmen, hvis manuskript var skrevet af Edmund Beloin og Henry Garson, handler om en amerikansk soldat (en G.I.) som under udstationering i Vesttyskland tjener lidt ekstra ved at optræde. Han møder den lokale skønhed på Café Europa i Frankfurt og de indleder en affære med en lang række af forhindringer, inden de omsider finder hinanden.
Den danske titel på G.I. Blues var G.I. Blues, men Café Europa er også blevet benyttet. Filmen havde premiere i Danmark den 14. april 1961.

## Musik
Sangen "G.I. Blues" er titelmelodi til filmen og indsunget af Elvis Presley den 27. april 1960 i RCA-studierne i Hollywood.
Filmens soundtrack blev udsendt på en LP-plade med titlen G.I. Blues og blev lanceret samtidig med filmen. LP'en blev – ligesom filmen – lavet i to forskellige versioner, en til det amerikanske marked og en til det europæiske. Det skyldes nogle problemer med rettighederne til "Tonight Is So Right For Love", som forhindrede, at dette nummer blev udsendt i Europa, og der blev i stedet lavet en anden sang, der kunne udfylde pladsen, nemlig "Tonight's All Right For Love".
"Tonight Is So Right For Love" er af Sid Wayne og Abner Silver og er baseret på "Barcarolle" fra operaen 'Hoffmanns Eventyr' af Jacques Offenbach. Den blev indspillet den 27. april 1960 i Hollywood og blev udsendt på den amerikanske udgave af LP'en G.I. Blues.
"Tonight's All Right For Love" er en komposition af Sid Wayne, Abner Silver og Joe Lilley og er baseret på "Tales From The Vienna Woods" af Johann Strauss d. y.. Den blev indspillet i Hollywood den 6. maj 1960. Den blev kun udsendt i Europa indtil den kom på LP'en Elvis – A Legendary Performer, vol. 1, der udkom i januar 1974 over hele verden.
LP-pladen indeholdt følgende 11 sange:

### Side 1
- "Tonight's All Right For Love" ~ "Tonight Is So Right For Love" (se ovenfor)
- "What's She Really Like" (Wayne, Silver)
- "Frankfort Special" (Wayne, Sherman Edwards)
- "Wooden Heart" (Ben Weisman, Fred Wise, Kay Twomey, Bert Kaempfert)
- "G.I. Blues" (Sid Tepper, Roy C. Bennett)

### Side 2
- "Pocketful Of Rainbows" (Ben Weisman, Fred Wise)
- "Shoppin' Around" (Aaron Schroeder, Tepper, Bennett)
- "Big Boots" (Wayne, Edwards)
- "Didja' Ever" (Wayne, Edwards)
- "Blue Suede Shoes" (Carl Perkins)
- "Doin' The Best I Can" (Doc Pomus, Mort Shuman)

Filmens – og LP'ens – version af "Blue Suede Shoes" er en nyindspilning af det gamle Carl Perkins-nummer fra 1955, som Elvis første gang indspillede i RCA-studierne i New York den 30. januar 1956 og så genindspillede i Hollywood i april 1960 til brug i G.I. Blues. Derudover blev der gennem årene udsendt adskillige koncertversioner af "Blue Suede Shoes" med Elvis Presley.
Den af sangene fra filmen, som er bedst kendt i Danmark, er ubetinget "Wooden Heart" ("Muss I Denn"), som umiddelbart efter kom i en dansk version, "Hvis jeg må", med Gustav Winckler. "Wooden Heart" er baseret på den gamle tyske folkesang "Muss I Denn Zum Stadtele Hinaus". Presley indspillede sangen i Hollywood den 28. april 1960.
"Pocketful Of Rainbows" synges under en tur i gondol nr. 76 i svævebanen Seilbahn Rüdesheim, der går fra Rüdesheim ved Rhinen til Niederwalddenkmal, der ligger højt over byen.

## Andet
Under filmoptagelserne i Hollywood fik Elvis Presley den 7. juni 1960 besøg af den danske tronfølger, Prinsesse Margrethe, den norske Prinsesse Astrid og den svenske Prinsesse Margaretha.